# Shafik Batambuze
Shafik Bhuchu Batambuze (* 14. Juni 1994 in Jinja) ist ein ugandischer Fußballspieler.

## Karriere

### Im Verein
Batambuze startete seine Karriere im Rahmen beim Gomba FC im Rahmen des Masaza Cups. Anschließend ging er zum ehemaligen Verein seines Vaters Simba FC. Anschließend wechselte er im Frühjahr 2012 nach Kenia zum Muhoroni Youth FC Bevor er ein halbes Jahr später nach Uganda zurückkehrte, um beim Villa SC zu unterschreiben. Am 28. Januar 2013 kehrte er wiederum nach Kenia zurück und unterschrieb beim Western Stima FC. Nach eineinhalb Jahren bei Western Stima, verkündete er seinen Wechsel zum Sofapaka FC.

### Nationalmannschaft
Batambuze wurde im Mai 2013 erstmals in die Ugandische Fußballnationalmannschaft berufen.

## Persönliches
Shafik ist der Sohn des ehemaligen ugandischen Nationalspielers Iddi Batambuze, der in Uganda zu den bekanntesten Nationalspielern zählt. Iddi machte sich vor allem in Asien einen Namen, in dem er in Vietnam (Ðà Nẵng FC) und Bangladesch (Arambagh Krira Sangha) erfolgreich spielte.